# Mystic Quest
Mystic Quest, i Japan känt som Seiken Densetsu: Final Fantasy Gaiden (聖剣伝説 ～ファイナルファンタジー外伝～?), och i Nordamerika som Final Fantasy Adventure, är ett Final Fantasy-spinoffspel, och det första spelet i serien Mana. Spelet utgavs av Square 1991 till Game Boy, och återlanserades av Sunsoft i april 1998.

## Handling
Legenden säger att den som vidrör Manaträdet, på toppen av berget Mount of Illusion, får övermänskliga krafter. Den onde Dark Lord vill åt krafterna. Spelets hjälte, Kain, skall stoppa honom.